# 29er
El 29er (llegit en anglès twenty-niner) és una embarcació de vela lleugera clarament emmarcada en el modern estil skiff. és una classe internacional d'embarcació de vela dissenyada per Va ser dissenyat en 1997 per Julian Bethwaite com vaixell escola per al seu germà major, l'olímpic 49er, que va representar un salt excessivament gran pel que fa als clàssics fins a aquell moment existents en el panorama de la més alta competició, la qual cosa feia que molts regatistes, fins i tot de molt alt nivell, tinguessin serioses dificultats per adaptar-se a aquest revolucionari vaixell.

## Característiques
La seva tripulació la formen patró i tripulant, que disposa de trapezi. De línies molt agressives, combina una molt alta velocitat amb unes reaccions fulgurants, que fan del 29er un vaixell per a navegants d'alt nivell tècnic combinat amb una bona condició física. La seva navegació natural és el planatge en tots els rumbs, que aconsegueix amb vents superiors als 6-7 nusos (força 2 de l'escala de Beaufort). En condicions de vents mitjans i forts la seva velocitat aconsegueix a superar a la del vent en rumbs portantes. S'han arribat a mesurar velocitats de 28.4 nusos, amb el que en condicions de vent fort supera en prestacions fins i tot al 49er.(punt des que es pengen del trapezi els dos tripulants per contrarestar l'escora), el botaló és telescòpic, la utilització de spinnakers asimètrics de gran superfície vèlica, etc.
El 29er està experimentant un creixement espectacular en molts països, on està desbancant a classes més antigues, com el 420, el Vaurien i alguns altres. A Espanya també ha fet aparició i gaudeix ja del reconeixement de la Real Federació Espanyola de Vela, que li ha atorgat la categoria de Classe Estratègica.

## Dimensions
Dimensions de l'embarcació.
- Eslora: 4.40 metres.
- Mànega: 1,77 metres.
- Pal: 6,25 metres.
- Botaló: 1,70 metres.
- Pes: 75 kg.
- Vela major: 7.7 m², de sabres forçats
- Floc: 5.1 m², de sabres forçats
- Gennaker: 17 m² (spi asimètric), muntat sobre botaló telescòpic